# Puyo Pop Fever
Puyo Pop Fever (ぷよぷよフィーバー, Puyo Puyo Fībā) é um jogo eletrônico de quebra-cabeça, desenvolvido pela Sonic Team e publicado pela Sega, o jogo faz parte da série de jogos eletrônicos Puyo Puyo, é também o único jogo da série após a Puyo Pop; a sair também na América do Norte e Europa, se não contar o Kirby's Avalanche e Dr. Robotnik's Mean Bean Machine e antes de Puyo Puyo Tetris. Fora do Japão, o jogo foi publicado pela Sega nas versões Nintendo GameCube, PlayStation 2 e Xbox, Atlus na versão Nintendo DS e THQ na versão Game Boy Advance. As versões Xbox, PlayStation 2 e PSP nunca foram comercializados na América do Norte.
Uma continuação lançada no Japão é chamado Puyo Puyo Fever 2.

## Jogabilidade
A Jogabilidade é quase a mesma que a de Puyo Puyo, neste jogo, existem 4 tipo de peças, consistindo de 2 Puyo de uma cor diferente ou a mesma cor, a um composto de 3 Puyo da mesma cor, composta de 4 de Puyo, que contém duas cores diferentes cada uma, e um Puyo gigante que podem alterar a cor dos quatro puyos.
Há também um modo Fever, um ataque de puyo cinza bloqueado por um jogador aumenta a joia de fever, assim que ela estiver cheia, o jogador entra no modo fever, neste modo, cadeias de Puyo aleatoriamente caem da tela e o jogador deve colocar a boa peça de Puyo no lugar certo para disparar estas cadeias, no entanto, o tempo do modo fever é limitado, o tempo de base do modo fever por padrão é de 15 segundos, ela aumenta de um em um segundo se o adversário bloqueou um ataque.
Fazendo um All clear (quando se removeu todos os Puyo da tela), uma cadeia de Puyo ao acaso cai na tela, como se está no modo febre.

## Modo de jogo
O Modo Puyo Pop Single contém 3 Modos de história, Percurso RunRun, Percurso WakuWaku e Percurso HaraHara bem como o modo Batalha livre
O Modo Puyo Pop Dupla é o modo de dois jogadores do jogo.
O Modo Puyo Pop Livre é o modo sem fim do jogo, ele contém três Modos de jogo, o modo fever onde se deva fazer cadeias para estender o tempo, o modo missão, onde se deve cumprir cada missão que nos foi confiada e o modo Original que é o modo fácil do jogo.
O modo Opção que configura o jogo.
No Game Boy Advance e Nintendo DS, existe o modo Puyo pop Múltiplo que é um modo com quatro jogadores (e oito jogadores no DS) e que permite fazer batalhas por equipe.

## História
Na história principal do jogo, a Sra. Accord perdeu sua vara voadora, uma varinha mágica e tem uma recompensa pelo aluno que puder encontrá-la. O jogador encarna Amitie no Percurso RunRun e Wakuwaku, Raffine no Percurso HaraHara. O jogador terá que enfrentar outros personagens para poder avançar no jogo. No final do Percurso HaraHara, percebemos que, na realidade, Accord nunca perdeu sua vara voadora. Raffine então revelará o segredo do Popoi, mas esse não era o caso, porque ela fica atônita pela Sra. Accord, porque ela não consegue lembrar o incidente da vara voadora. Ela recupera a consciência perto da escola onde Amitie e seus amigos a parabenizam.

## Personagens
Cada personagem tem suas próprias características e sua ordem de peças de puyo.
Amitie (アミティ)
Uma jovem e aventureira garota que frequenta a escola de magia com Raffine e o resto dos alunos. Ela usa um grande chapéu em forma de Puyo vermelho e ela é a primeira a se lançar em uma busca para encontrar a vara de Accord. Amitie é uma personagem equilibrada, ideal para iniciantes, ela é utilizada para os dois primeiros percursos, o seu nome é derivado da palavra Amitié, Amizade em francês.
Raffine (ラフィーナ)
Uma garota esnobe de uma família rica, rival de Amitie. Ela pretende vencer Amitie e espera encontrar a vara antes dela a fim de ganhar o respeito da Accord, que é a única aluna que tem desmascarado que a busca para a vara é de fato um teste e que Popoi se faz passar por príncipe das trevas. Ela exclama muitas vezes por palavras francesas, até mesmo o seu nome é derivado de Raffiné ou Refinado que é ele próprio em francês.
Rider (リデル)
Uma garota com orelhas grandes e cabelo verde. Ela é tímida, devido a isso ela não deixa de gaguejar, ela tem um par de chifres escondidos pelo seu cabelo. Ele tem o poder de trovões, relâmpagos e faíscas, portando todos nomes italianos.
Klug (クルーク)
O aluno mais inteligente da classe de Amitie e Raffine. Vestido de violeta, ele usa óculos. É dito que ele é possuído por um demônio por causa de sua risada diabólica. Seu nome é derivado da palavra alemã que significa inteligente.
Oshare Bones (おしゃれコウベ)
Um esqueleto seguindo os passos de Skeleton-T. Ele pensa muitas vezes ao modo de si mesmo, e tenta reprimir aqueles que não são, de acordo com ele, tão elegantes como ele.
Dongurigaeru (どんぐりガエル)
Um sapo. A parte inferior de seu corpo tem a forma de um chapéu de bolota. Ele salta em qualquer lugar e deste fato tem muitas vezes tendência a cair. Ele nunca diz nada diferente de "coaxo" ("Ribbit" em inglês, "kero", em japonês)
Onion Pixy (おにおん)
Tem o corpo de um homem das cavernas e uma cabeça de cebola. Ele diz coisas incompreensíveis, especialmente "boing" e "onion" ("on"em japonês). Ele possui uma clava com pontas em sua mão, seria melhor não deixá-lo com raiva.
Prince of Ocean (さかな王子)
Chamado de "Ocean Prince" na versão DS, Prince of Ocean é um príncipe peixe que pensa que é um rei. É um pouco pretensioso e considera todo mundo como camponeses visto que ele acredita que todo o mundo deve obedecer suas ordens. Ele tolera um comportamento diferente.
Frankensteins (こづれフランケン)
Frankenstein pai (Frankendad) e Frankenstein filho (Frankenkid) são dois Frankenstein, o pai faz grunhidos e só diz as palavras "Amigo" e "Acabou". O filho o traduz dizendo antes de cada tradução "papai disse".
Yu (ユウちゃん)
Uma menina fantasma que adora dançar. Yu é derivada da primeira parte de Yurei (幽霊), a palavra japonesa para "fantasma". Na dublagem inglesa, ela tem o hábito de sempre gritar: "Yes, indeedy!"
Tarutaru (タルタル)
O mais forte dos alunos da classe, ele é namorado da Raffine.
Hohow Bird (ほほうどり)
Um pássaro engraçado, que é na verdade uma galinha. Ele é arrogante e terrivelmente pretensioso. Ele usa frequentemente suas duas expressões: "mmm-hmm" e "uh-huh".
Ms. Accord (アコール先生)
A professora da classe de magia de Amitie. Ela tem como animal de estimação seu gato Popoi. A maioria de seus ataques são palavras italianas tratando de música, como allegro.
Arle (アルル)
A heroína original dos precedentes Puyo Puyo, ele faz uma retorno neste jogo como um personagem secundário que foi "separado" do seu próprio universo Puyo Puyo. Ele tem apenas peças compostas de 2 Puyo.
Popoi (ポポイ)
Uma gata diabólica, é o animal que Accord porta em torno dela. Ela é também a chefe do jogo. A relação entre as duas é praticamente desconhecida, e é amplamente aceito que um controla o outro. Ela prefere ser chamado de "Príncipe das Trevas."
Carbuncle (カーバンクル)
O companheiro de Arle, ele diz somente "Ta-da" ou "guu", geralmente em japonês, é um outro chefe do jogo. Se o jogador termina o percurso HaraHara com menos de 4 Fevers ou mais de 12 Fevers sem usar o Continue, ele vai enfrentar Carbuncle em vez de Popoi.